# Léon de Pitteurs de Budingen
Léon de Pitteurs de Budingen, né à Namur le 12 juillet 1845 et mort à Liège le 28 février 1913, est un homme politique belge.

## Biographie
Petit-fils de Jean-Baptiste Louis de Cartier d'Yves, il épouse Hortense de Terwangne.

## Fonctions et mandats
- Consul du Costa Rica et de la République dominicaine à Liège
- Bourgmestre de Warisoulx : 1882-1885
- Bourgmestre de Villers-lez-Heest : 1887-1913
- Membre du Sénat belge : 1890-1894
- Directeur de la Banque Générale de Liège : 1882-1890
- Directeur des Charbonnages du Bois d'Avroy : 1885-1913
- Directeur des Charbonnages des Grand-Conty et Spinoy : 1888-1890
- Président des Charbonnages des Grand-Conty et Spinoy : 1893-1913
- Directeur de la Société Maritime Belge
- Directeur des Charbonnages de Bonne-Espérance, Batterie et Violette : 1893-1912
- Président des Charbonnages de Bonne-Espérance, Batterie et Violette : 1913
- Directeur de la Société Métallurgique d'Aubrives et Villerupt : 1896-1909
- Directeur des Hauts-Fourneaux et Mines d'Halanzy : 1896-1912
- Président des Hauts-Fourneaux et Usines de l'Olkovaia à Ouspenk (Donetz)
- Directeur de la Société des Machines et Outils de Saint-Léonard : 1897-1913
- Directeur de la Compagnie des Services d'Eau : 1899-1912
- Président de la Compagnie des Services d'Eau : 1913
- Directeur des Charbonnages du Corbeau au Berleur : 1902-1912
- Président des Charbonnages du Corbeau au Berleur : 1913
- Directeur des Charbonnages de Roton-Farciennes : 1909-1912
- Président des Charbonnages de Roton-Farciennes : 1913
- Directeur des Charbonnages des Propriétés d'Houthalen : 1905-1906

## Sources
- René GOFFIN, 'Les Pitteurs', in Annales du Cercle archéologique d'Enghien 13, 1962-1963, 5-44.
- Jean-Luc DE PAEPE en Christiane RAINDORF-GERARD, Le Parlement belge, 1831-1894. Données biographiques, Brussel, Académie royale des sciences, des lettres et des beaux-arts de Belgique, 1996.
- Oscar COOMANS DE BRACHÈNE, État présent de la noblesse belge, Annuaire 1996, Brussel, 1996.